# Autochloris consociata
Autochloris consociata là một loài bướm đêm thuộc phân họ Arctiinae, họ Erebidae.